# あじさい橋
「あじさい橋」（あじさいばし）は、1986年6月11日に発売された城之内早苗のソロデビューシングル。

## 解説
雑誌『オリコンウィーク The Ichiban』（1999年5月24日号）にて城之内は「デビューできるとしたらニャンギラスのようなキワモノ系と思っていたので、スタッフがちゃんと考えてくれたことが嬉しかった」という旨を語っている。
公式には「あじさい橋」の単独A面であるが、レコード盤はB面「おニャン子クラブのあぶな〜い捕物帳」との両面ジャケット仕様であり、両A面的なジャケットデザインになっている。
作詞・秋元康、作曲・見岳章は美空ひばりの「川の流れのように」を手掛けたコンビである。演歌史上初めて、オリコン総合シングルチャート初登場1位を記録した（1986年6月23日付）。

## 収録曲
- 両楽曲共に、作詞：秋元康、編曲：見岳章

1. あじさい橋（4分11秒）
作曲：見岳章
2. おニャン子クラブのあぶな〜い捕物帳【城之内早苗 with おニャン子クラブ】（4分14秒）
作曲：夢旅人・見岳章
※テレビドラマ『月曜ドラマランド・おニャン子捕物帳 謎の村雨城』挿入歌

## 収録作品
- 冬芝居 M-1
- GOLDEN☆BEST 城之内早苗 アーリー・ヒッツ M-1・2
- 家宝 M-1・2
- おニャン子クラブA面コレクション Vol.2 M-1
- おニャン子クラブB面コレクション Vol.2 M-2
- おニャン子クラブ大全集 M-2
- 30-35 VOL.3 「おニャン子クラブ」特集 M-1
- おニャン子クラブ大全集 for HiQualityCD 上・下巻 限定CD-BOX M-2
- 結成30周年記念CD-BOX シングルレコード復刻ニャンニャン
- 国生さゆり・河合その子・城之内早苗・渡辺満里奈・渡辺美奈代ゴールデン☆ベスト
- MERRY X'MAS FOR YOU / 国生さゆり・河合その子・城之内早苗・渡辺美奈代・渡辺満里奈 M-2